# José Santa
José Fernando Santa Robledo, mais conhecido como José Santa (Pereira, 12 de Setembro de 1970), é um ex-futebolista colombiano que atuava como zagueiro, atualmente treinador de futebol.

## Carreira
Sabta representou a Seleção Colombiana de Futebol nas Olimpíadas de 1992.
Atuou pelo Atlético Nacional de 1998 até 2000. Sendo, assim, seu único clube durante a carreira. tendo atuado em 25 oportunidades pela seleção colombiana, entre 1995 e 1998. Além dos Jogos Olímpicos de Verão de 1992 pela seleção sub-23
Conquistou junto à seleção da Colômbia o terceiro lugar na Copa América de 1995 e 1997. E, também, disputou a Copa do Mundo de 1998. Onde a seleção foi eliminada na primeira fase da competição.